# Sabtá
Sabtá (também Sabtah, ou Sab'ta, em hebraico (סבתא), na Septuaginta (em grego antigo: Σαβαθά) é um personagem bíblico, o terceiro dos cinco filhos de Cuxe, que aparenta, alegadamente, ter dado o nome a uma região dos cuxitas. É mencionado em Génesis 10:7 e em I Crónicas 1:9.

## Etimologia
O nome original de Sabtá é Subta' (em hebraico: סִבתָּא), de etimologia desconhecida. No entanto, existe a teoria que poderá provavelmente significar "notável". Em algumas bíblias, seu nome também poderá estar traduzido como Sabatá.

## História
No livro do Génesis, é apresentada a genealogia de Cuxe, neto de Noé, inferindo ao cumprir da ordem proferida por Deus, em Génesis 9:1 dos descendentes de Noé de se "multiplicarem e povoarem a Terra". Ao longo do Génesis, denota-se que as personagens bíblicas geram tribos e várias nações. No caso de Cuxe, este é o genearca bíblico do antigo Reino de Cuxe, o único em par em importância e qualidade do povo escolhido de Israel.
No entanto, no caso de Sabtá, apenas é mencionado duas vezes no Antigo Testamento, sem referência à sua esposa ou filhos, mas inferindo que deste descendem tribos. Era irmão de Sebá, Havilá,  Raamá, Sabtecá e do poderoso Ninrode.

## Região geográfica
Sabtá, portanto, terá dado o nome a uma região dentro do Reino de Cuxe.

Reinos na península arábica, circa 100 a.C, onde Sabatá terá, presumivelmente existido

Através de pesquisas arqueológicas, análise de arte antiga, e identificações de várias povoações e análises linguísticas, tanto cuxitas como árabes, a região de Sabtá deveria ser, provavelmente, ao longo da costa sul da Península Arábica, no atual Iémen. Não obstante, em escritores pré-islâmicos árabes, parece não haver a menção a esse nome, podendo ser o nome dado pelos hebreus à região e não dos seus povos autóctones.
A sua identificação tem despoletado vários debates, de vários académicos ao longo de vários séculos, não havendo ainda certezas.
De acordo com Plínio, Ptolemeu e do Périplo do Mar Eritreu, a respeito da região de Sabbatha, Sabota, ou Sabotale, esta era a região metropolitana da tribo dos "Atramitae" (provavelmente, Chatramotitae). Estas fontes parecem inferir para que essas tribos descendessem da personagem bíblica de Sabtá, assumindo que esta cidade Sabbatha não é uma corruptela ou variação de Saba, Seba, ou Sheba. De acordo com Ptolomeu, a cidade de Sabbatá estaria nas atuais coordenadas de longitude 77° E, latitude 16° 30' N. Era uma cidade importante, contendo não menos que sessenta templos, e localizada no território do rei Elisauro. A teoria colocada por Fresnel, é que a mesma cidade seria, em árabe, "Ascárides" ou "Alascharissoun". Esta teoria, foi, também, apoiada por outros dois académicos, Christian Karl Josias von Bunsen e Winer.
Esta região ocupa, portanto, uma posição na qual deveríamos esperar encontrar vestígios da cidade de Sabtá, onde há vestígios de tribos cuxitas em tempos muito antigos. 
O académico Wilhelm Genesius, afirma, também, que será de denotar a parecença etimológica de Sabtá com a cidade de Sabtai (Σαβαί), presente na Geografia de Estrabão, na costa da atual Eritreia, onde atualmente se encontra a cidade de Arquico. Tal como Marcus Kalisch, concorda então com Flávio Josefo, que pressupõe que a cidade dos descendentes de Sabtá - que presume serem os que os gregos chamavam de Aστὰβαροι (no latim, Astabari, "Astabaros") - estivesse a jusante do rio Astabora (Astabaras, no grego, Ασταβάρας), entre o rio Tacaze e a margem oeste do Mar Vermelho.  A cidade estaria então a leste de Meroé, a norte da terra de Havilá.

## Árvore genealógica baseada emGênesis
|      |      |      |      |      |      |      |      |        |        |        |        | Noé     | Noé     | Noé     | Noé     | Noé     | Noé     |       |       | Naamá | Naamá | Naamá | Naamá | Naamá   | Naamá   |         |         |         |         |       |       |       |       |       |       |       |       |  |  |         |         |         |         |         |         |  |  |  |  |  |  |  |  |  |  |  |  |  |  |  |  |  |  |  |  |  |  |  |  |
|      |      |      |      |      |      |      |      |        |        |        |        | Noé     | Noé     | Noé     | Noé     | Noé     | Noé     |       |       | Naamá | Naamá | Naamá | Naamá | Naamá   | Naamá   |         |         |         |         |       |       |       |       |       |       |       |       |  |  |         |         |         |         |         |         |  |  |  |  |  |  |  |  |  |  |  |  |  |  |  |  |  |  |  |  |  |  |  |  |
|      |      |      |      |      |      |      |      |        |        |        |        |         |         |         |         |         |         |       |       |       |       |       |       |         |         |         |         |         |         |       |       |       |       |       |       |       |       |  |  |         |         |         |         |         |         |  |  |  |  |  |  |  |  |  |  |  |  |  |  |  |  |  |  |  |  |  |  |  |  |
|      |      |      |      |      |      |      |      |        |        |        |        |         |         |         |         |         |         |       |       |       |       |       |       |         |         |         |         |         |         |       |       |       |       |       |       |       |       |  |  |         |         |         |         |         |         |  |  |  |  |  |  |  |  |  |  |  |  |  |  |  |  |  |  |  |  |  |  |  |  |
|      |      |      |      |      |      | Sem  | Sem  | Sem    | Sem    | Sem    | Sem    |         |         |         |         | Cam     | Cam     | Cam   | Cam   | Cam   | Cam   |       |       |         |         | Jafé    | Jafé    | Jafé    | Jafé    | Jafé  | Jafé  |       |       |       |       |       |       |  |  |         |         |         |         |         |         |  |  |  |  |  |  |  |  |  |  |  |  |  |  |  |  |  |  |  |  |  |  |  |  |
|      |      |      |      |      |      | Sem  | Sem  | Sem    | Sem    | Sem    | Sem    |         |         |         |         | Cam     | Cam     | Cam   | Cam   | Cam   | Cam   |       |       |         |         | Jafé    | Jafé    | Jafé    | Jafé    | Jafé  | Jafé  |       |       |       |       |       |       |  |  |         |         |         |         |         |         |  |  |  |  |  |  |  |  |  |  |  |  |  |  |  |  |  |  |  |  |  |  |  |  |
|      |      |      |      |      |      |      |      |        |        |        |        |         |         |         |         |         |         |       |       |       |       |       |       |         |         |         |         |         |         |       |       |       |       |       |       |       |       |  |  |         |         |         |         |         |         |  |  |  |  |  |  |  |  |  |  |  |  |  |  |  |  |  |  |  |  |  |  |  |  |
|      |      |      |      | Cuxe | Cuxe | Cuxe | Cuxe | Cuxe   | Cuxe   |        |        | Mizraim | Mizraim | Mizraim | Mizraim | Mizraim | Mizraim |       |       | Pute  | Pute  | Pute  | Pute  | Pute    | Pute    |         |         | Canaã   | Canaã   | Canaã | Canaã | Canaã | Canaã |       |       |       |       |  |  |         |         |         |         |         |         |  |  |  |  |  |  |  |  |  |  |  |  |  |  |  |  |  |  |  |  |  |  |  |  |
|      |      |      |      | Cuxe | Cuxe | Cuxe | Cuxe | Cuxe   | Cuxe   |        |        | Mizraim | Mizraim | Mizraim | Mizraim | Mizraim | Mizraim |       |       | Pute  | Pute  | Pute  | Pute  | Pute    | Pute    |         |         | Canaã   | Canaã   | Canaã | Canaã | Canaã | Canaã |       |       |       |       |  |  |         |         |         |         |         |         |  |  |  |  |  |  |  |  |  |  |  |  |  |  |  |  |  |  |  |  |  |  |  |  |
|      |      |      |      |      |      |      |      |        |        |        |        |         |         |         |         |         |         |       |       |       |       |       |       |         |         |         |         |         |         |       |       |       |       |       |       |       |       |  |  |         |         |         |         |         |         |  |  |  |  |  |  |  |  |  |  |  |  |  |  |  |  |  |  |  |  |  |  |  |  |
| Sebá | Sebá | Sebá | Sebá | Sebá | Sebá |      |      | Havilá | Havilá | Havilá | Havilá | Havilá  | Havilá  |         |         | Sabtá   | Sabtá   | Sabtá | Sabtá | Sabtá | Sabtá |       |       | Sabtecá | Sabtecá | Sabtecá | Sabtecá | Sabtecá | Sabtecá |       |       | Raamá | Raamá | Raamá | Raamá | Raamá | Raamá |  |  | Ninrode | Ninrode | Ninrode | Ninrode | Ninrode | Ninrode |  |  |  |  |  |  |  |  |  |  |  |  |  |  |  |  |  |  |  |  |  |  |  |  |